# Eurycea tonkawae

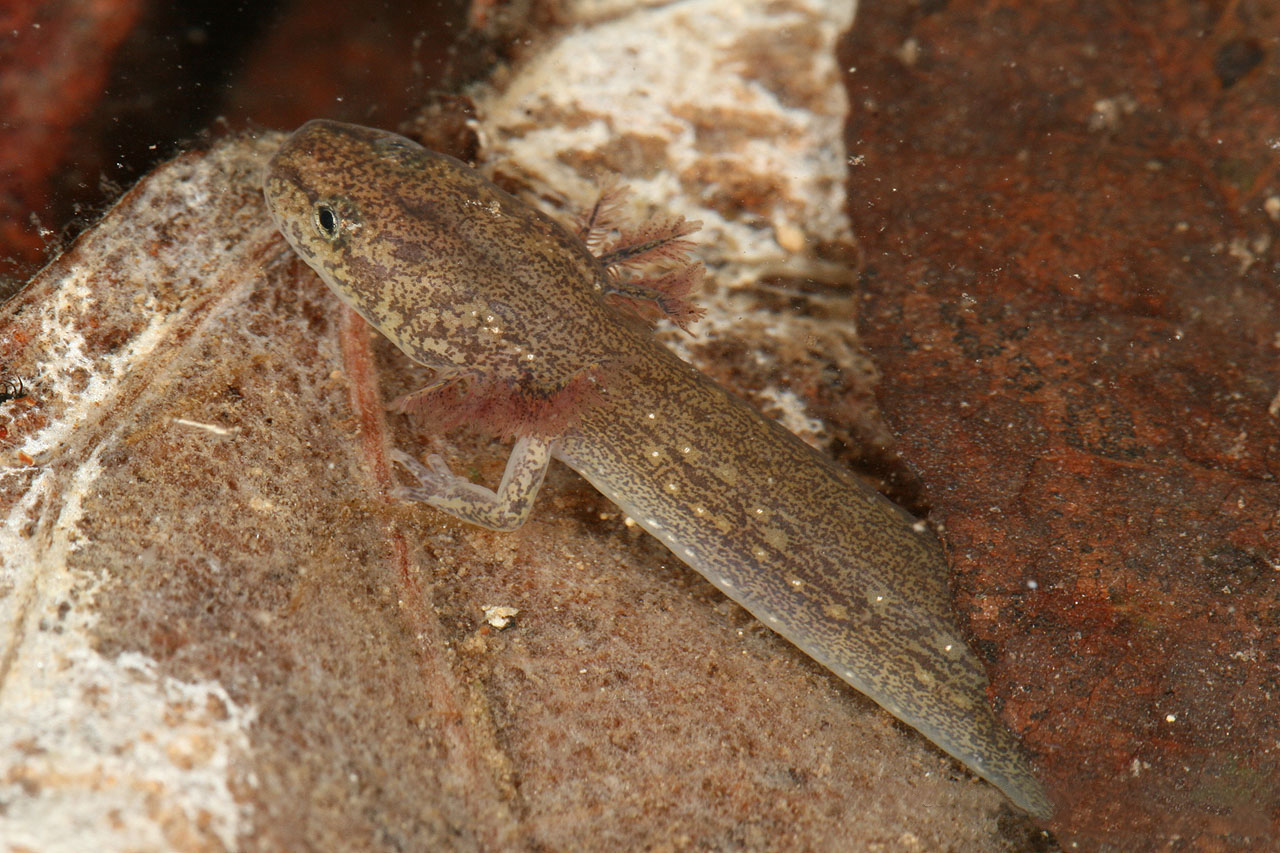
Jollyville Plateau Salamander, Travis County, TX

Eurycea tonkawae (tên tiếng Anh: Jollyville Plateau Salamander) là một loài kỳ giông trong họ Plethodontidae.
Nó là loài đặc hữu của Travis and Williamson counties, Texas, Hoa Kỳ. Eurycea tonkawae hiện đang bị đe dọa vì mất môi trường sống.